# Christian Leuprecht
Christian Leuprecht (* 15. Juni 1973) ist ein kanadischer Politikwissenschafter.

## Leben
Er erwarb 1998 den M.A. in Politikwissenschaften an der University of Toronto, 1999 den M.A. in Französisch an der University of Toronto und 2003 den Ph.D. in Politikwissenschaften an der Queen’s University Kingston. Seit 2015 ist er Professor für Politikwissenschaften an der Royal Military College of Canada.

## Schriften (Auswahl)
- Political demography of ethno-nationalist violence. Ottawa 2004.
- mit Todd Steven Hataley: Organized crime beyond the border. Ottawa 2013, OCLC 852803630.
- als Herausgeber mit Joel J. Sokolsky und Thomas Hughes: North American strategic defense in the 21st century. Security and sovereignty in an uncertain world. Cham 2018, ISBN 3-319-90977-0.
- als Herausgeber mit Mario Kölling und Todd Hataley: Public security in federal polities. Toronto 2019, ISBN 1-4875-0267-2.